# やおふく

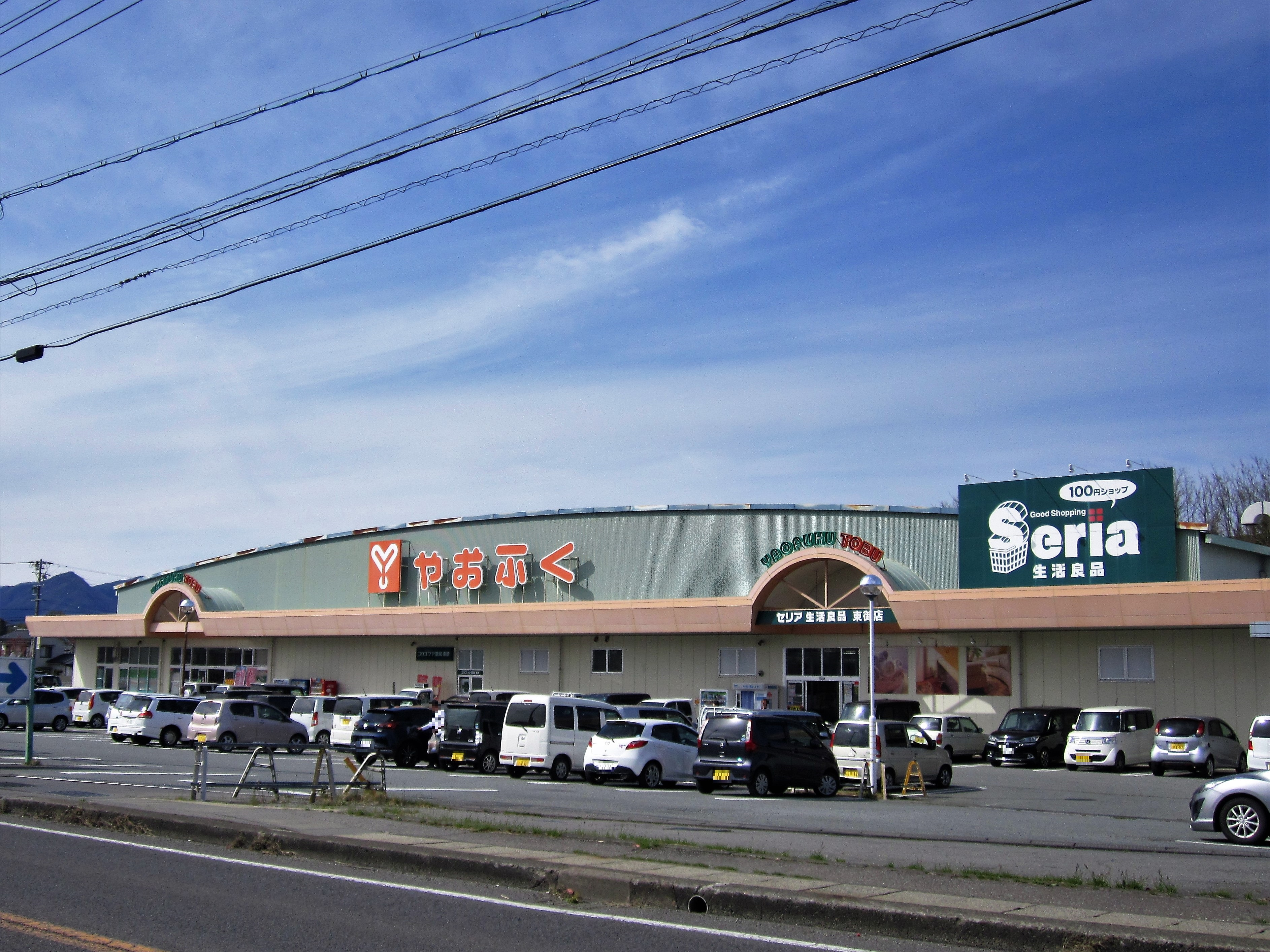
やおふく東御店（長野県東御市）

株式会社やおふくは、長野県上田市・東御市でスーパーマーケットを運営する企業。

## 概要・歴史
漢字での表記は「八百福」である。長らく上田市海野町にて八百屋「清水商店」として営業していたが、1960年に1階をスーパーマーケット、2階を食堂とする店舗を建設し、スーパーマーケットとしての営業を開始した（この時点での正式社名は合資会社八百福商店であった）。1969年に上田市秋和にある卸団地内に支店を設けたのを機に、スーパーマーケットとしての事業展開を開始。1972年にそれまでの店舗を肉料理専門に衣替えし、ほていや百貨店前で営業していた肉料理店「こんどう」が建設したビルの1～3階にスーパーマーケットと食堂を移転（4階にこんどうが同居）の上、営業開始した。同時に株式会社登記し現在の名前に改称した。
2007年3月23日午後3時頃をもって、黒字が見込めないためという理由で、上田ユーメイト店と上堀店の2店舗を閉店した。これにより、市街地部の店舗は全て閉店となり、郊外の店舗だけが残った。
近年は駐車場の問題などから小規模な店舗は閉店を余儀なくされているほか、食堂事業の廃止や創業地である海野町の店舗の閉店など行われている。

## 沿革
- 1919年（大正8年） 上田市にて創業
- 1947年（昭和22年）5月 合資会社八百福設立
- 1972年（昭和47年）5月 株式会社やおふく設立
- 1975年（昭和50年）5月 秋和店開店
- 1989年（平成元年）11月 塩田店開店
- 1998年（平成10年）9月 古里店開店
- 2000年（平成12年）12月 東部町店（現東御店）開店

## 店舗
- 秋和店（通称「市場」、当店のみ朝8時から営業）
- 塩田店
- 古里店
- 東御店（東御市唯一の店舗）

### 閉店した店舗
- 海野町第1号店（合資会社時代の店舗）
- 海野町本店（2006年4月閉店）
- 常田店（比較的早くに閉店）
- 長池店（2006年12月閉店）
- 上田原店
- 上田ユーメイト店（1991年開店、2007年3月23日15時頃に閉店。跡地にダイソーが出店。）
- 上堀店（1980年開店、2007年3月23日15時頃に閉店。跡地にアメリカンドラッグが出店。）

## その他
- 1979年から100円均一セールを実施している。